# Canton de Vignobles et Bastides
Le canton de Vignobles et Bastides est une circonscription électorale française du département du Tarn.

## Histoire
Un nouveau découpage territorial du Tarn entre en vigueur à l'occasion des premières élections départementales suivant le décret du 17 février 2014. Les conseillers départementaux sont, à compter de ces élections, élus au scrutin majoritaire binominal mixte. Les électeurs de chaque canton élisent au Conseil départemental, nouvelle appellation du Conseil général, deux membres de sexe différent, qui se présentent en binôme de candidats. Les conseillers départementaux sont élus pour 6 ans au scrutin binominal majoritaire à deux tours, l'accès au second tour nécessitant 12,5 % des inscrits au 1er tour. En outre la totalité des conseillers départementaux est renouvelée. Ce nouveau mode de scrutin nécessite un redécoupage des cantons dont le nombre est divisé par deux avec arrondi à l'unité impaire supérieure si ce nombre n'est pas entier impair, assorti de conditions de seuils minimaux. Dans le Tarn, le nombre de cantons passe ainsi de 46 à 23.
Le canton de Vignobles et Bastides est formé de communes des anciens cantons de Castelnau-de-Montmiral (12 communes), de Salvagnac (8 communes), de Rabastens (4 communes) et de Lisle-sur-Tarn (1 commune). Il est entièrement inclus dans l'arrondissement d'Albi. Le bureau centralisateur est situé à Rabastens.

## Représentation
| Période élective | Période élective | Mandat | Mandat   | Identité       | Nuance | Nuance | Qualité |
| ---------------- | ---------------- | ------ | -------- | -------------- | ------ | ------ | --- |
| 2015             | 2021             | 2015   | 2021     | Maryline Lherm |        | DVD    | Fleuriste Maire de Lisle-sur-Tarn Ancienne conseillère générale du Canton de Lisle-sur-Tarn (2008-2015) |
| 2015             | 2021             | 2015   | 2021     | Paul Salvador  |        | DVD    | Agriculteur-éleveur Maire de Castelnau-de-Montmiral Président de la Communauté d'agglomération Ancien conseiller général du Canton de Castelnau-de-Montmiral (1992-2015) 12ème Vice-Président du Conseil départemental |
| 2021             | 2028             | 2021   | en cours | Maryline Lherm |        | DVD    | Retraitée, conseillère sortante, 7ème vice-présidente chargée de l'agriculture |
| 2021             | 2028             | 2021   | en cours | Paul Salvador  |        | DVD    | Conseiller sortant, 12ème vice-président chargé du tourisme |

### Résultats détaillés

#### Élections de mars 2015
À l'issue du 1er tour des élections départementales de 2015, deux binômes sont en ballottage : Maryline Lherm et Paul Salvador (DVD, 37,36 %) et Clarisse Oriol et Pierre Verdier (DVG, 26,52 %). Le taux de participation est de 62,92 % (8 805 votants sur 13 995 inscrits) contre 58,71 % au niveau départemental et 50,17 % au niveau national.
Au second tour, Maryline Lherm et Paul Salvador (DVD) sont élus avec 55,72 % des suffrages exprimés et un taux de participation de 61,61 % (4 353 voix pour 8 622 votants et 13 995 inscrits).
Paul Salvador, étiqueté DVD en 2015, est vice-président du conseil départemental (à majorité de gauche).

#### Élections de juin 2021
Le premier tour des élections départementales de 2021 est marqué par un très faible taux de participation (33,26 % au niveau national). Dans le canton de Vignobles et Bastides, ce taux de participation est de 40,48 % (6 154 votants sur 15 203 inscrits) contre 39,08 % au niveau départemental. À l'issue de ce premier tour, deux binômes sont en ballottage : Maryline Lherm et Paul Salvador (Union au centre et à droite, 57,11 %) et Sébastien Betous et Corinne Pouvreau (binôme écologiste, 30,28 %).
Le second tour des élections est marqué une nouvelle fois par une abstention massive équivalente au premier tour. Les taux de participation sont de 34,36 % au niveau national, 39,14 % dans le département et 40,01 % dans le canton de Vignobles et Bastides. Maryline Lherm et Paul Salvador (Union au centre et à droite) sont élus avec 63,67 % des suffrages exprimés (3 482 voix pour 6 084 votants et 15 206 inscrits),,.

## Composition
Le canton de Vignobles et Bastides comprend vingt-cinq communes entières.
| Nom                               | Code Insee | Intercommunalité                  | Superficie (km2) | Population (dernière pop. légale) | Densité (hab./km2) | Modifier                                    |
| --------------------------------- | ---------- | --------------------------------- | ---------------- | --------------------------------- | ------------------ | ------------------------------------------- |
| Rabastens (bureau centralisateur) | 81220      | CA Gaillac Graulhet Agglomération | 66,29            | 5 801 (2022)                      | 88                 | modifier les données · modifier les données |
| Alos                              | 81007      | CA Gaillac Graulhet Agglomération | 6,32             | 97 (2022)                         | 15                 | modifier les données · modifier les données |
| Andillac                          | 81012      | CA Gaillac Graulhet Agglomération | 5,44             | 123 (2022)                        | 23                 | modifier les données · modifier les données |
| Beauvais-sur-Tescou               | 81024      | CA Gaillac Graulhet Agglomération | 12,10            | 376 (2022)                        | 31                 | modifier les données · modifier les données |
| Cahuzac-sur-Vère                  | 81051      | CA Gaillac Graulhet Agglomération | 30,58            | 1 214 (2022)                      | 40                 | modifier les données · modifier les données |
| Campagnac                         | 81056      | CA Gaillac Graulhet Agglomération | 7,43             | 159 (2022)                        | 21                 | modifier les données · modifier les données |
| Castelnau-de-Montmiral            | 81064      | CA Gaillac Graulhet Agglomération | 88,81            | 1 055 (2022)                      | 12                 | modifier les données · modifier les données |
| Grazac                            | 81106      | CA Gaillac Graulhet Agglomération | 32,02            | 641 (2022)                        | 20                 | modifier les données · modifier les données |
| Larroque                          | 81136      | CA Gaillac Graulhet Agglomération | 17,97            | 161 (2022)                        | 9,0                | modifier les données · modifier les données |
| Lisle-sur-Tarn                    | 81145      | CA Gaillac Graulhet Agglomération | 86,56            | 4 857 (2022)                      | 56                 | modifier les données · modifier les données |
| Mézens                            | 81164      | CA Gaillac Graulhet Agglomération | 5,90             | 531 (2022)                        | 90                 | modifier les données · modifier les données |
| Montdurausse                      | 81175      | CA Gaillac Graulhet Agglomération | 15,92            | 394 (2022)                        | 25                 | modifier les données · modifier les données |
| Montels                           | 81176      | CA Gaillac Graulhet Agglomération | 3,23             | 109 (2022)                        | 34                 | modifier les données · modifier les données |
| Montgaillard                      | 81178      | CA Gaillac Graulhet Agglomération | 14,95            | 361 (2022)                        | 24                 | modifier les données · modifier les données |
| Montvalen                         | 81185      | CA Gaillac Graulhet Agglomération | 11,73            | 243 (2022)                        | 21                 | modifier les données · modifier les données |
| Puycelsi                          | 81217      | CA Gaillac Graulhet Agglomération | 39,20            | 458 (2022)                        | 12                 | modifier les données · modifier les données |
| Roquemaure                        | 81228      | CA Gaillac Graulhet Agglomération | 15,77            | 468 (2022)                        | 30                 | modifier les données · modifier les données |
| Saint-Beauzile                    | 81243      | CA Gaillac Graulhet Agglomération | 9,23             | 129 (2022)                        | 14                 | modifier les données · modifier les données |
| Saint-Urcisse                     | 81272      | CA Gaillac Graulhet Agglomération | 12,05            | 225 (2022)                        | 19                 | modifier les données · modifier les données |
| Sainte-Cécile-du-Cayrou           | 81246      | CA Gaillac Graulhet Agglomération | 7,95             | 120 (2022)                        | 15                 | modifier les données · modifier les données |
| Salvagnac                         | 81276      | CA Gaillac Graulhet Agglomération | 33,41            | 1 236 (2022)                      | 37                 | modifier les données · modifier les données |
| La Sauzière-Saint-Jean            | 81279      | CA Gaillac Graulhet Agglomération | 15,82            | 257 (2022)                        | 16                 | modifier les données · modifier les données |
| Tauriac                           | 81293      | CA Gaillac Graulhet Agglomération | 9,92             | 396 (2022)                        | 40                 | modifier les données · modifier les données |
| Le Verdier                        | 81313      | CA Gaillac Graulhet Agglomération | 9,54             | 227 (2022)                        | 24                 | modifier les données · modifier les données |
| Vieux                             | 81316      | CA Gaillac Graulhet Agglomération | 6,95             | 230 (2022)                        | 33                 | modifier les données · modifier les données |
| Canton de Vignobles et Bastides   | 8123       |                                   | 565,09           | 19 868 (2022)                     | 35                 | modifier les données                        |

## Démographie
En 2022, le canton comptait 19 868 habitants, en évolution de +4,28 % par rapport à 2016 (Tarn : +2,52 %, France hors Mayotte : +2,11 %).
| 2013   | 2018   | 2022   |
| ------ | ------ | ------ |
| 18 224 | 19 311 | 19 868 |